# Администрация общественных работ
Администрация общественных работ (англ. Public Works Administration, PWA) — американское федеральное агентство, созданное в период Нового курса Франклина Рузвельта, в 1933 году, и возглавлявшееся министром внутренних дел Гарольдом Икесом; специализировалось на строительстве и общественных работах. Управление было создано на основании Национального закона о восстановлении промышленности, принятого в июне 1933 года в ответ на экономический кризис времён Великой депрессии: бюджет составлял 3,3 миллиарда долларов в первый год — и 6 миллиардов во второй; целью деятельности было обеспечение занятости, стабилизация покупательской способности населения и помощь в восстановлении экономики. Управление было закрыто в 1944 году.
PWA потратила более 7 миллиардов долларов на контракты с частными строительными фирмами, которые выполняли фактическую работу. Деятельность PWA была гораздо менее противоречивой, чем работа конкурирующего агентства с похожим названием — Управление промышленно-строительными работами общественного назначения (англ. Works Progress Administration, WPA) — главой которого был Гарри Хопкинс и которое занималось небольшими проектами, требовавшими неквалифицированной рабочей силы.